# Yacine Djedid
Yacine Djedid (en arabe : ياسين جديد), né le 6 avril 1997 en Algérie, est un handballeur international algérien.

## Palmarès

### En équipe d'Algérie
| Compétitions          | Distinction[réf. nécessaire]                             |
| --------------------- | -------------------------------------------------------- |
| Championnats du monde | 31e place au Championnat du monde 2023 ( Pologne/ Suède) |
| Jeux méditerranéens   | 6e place aux Jeux méditerranéens 2022 ( Algérie)         |